# Thalassa (émission de télévision)
Pour les articles homonymes, voir Thalassa.

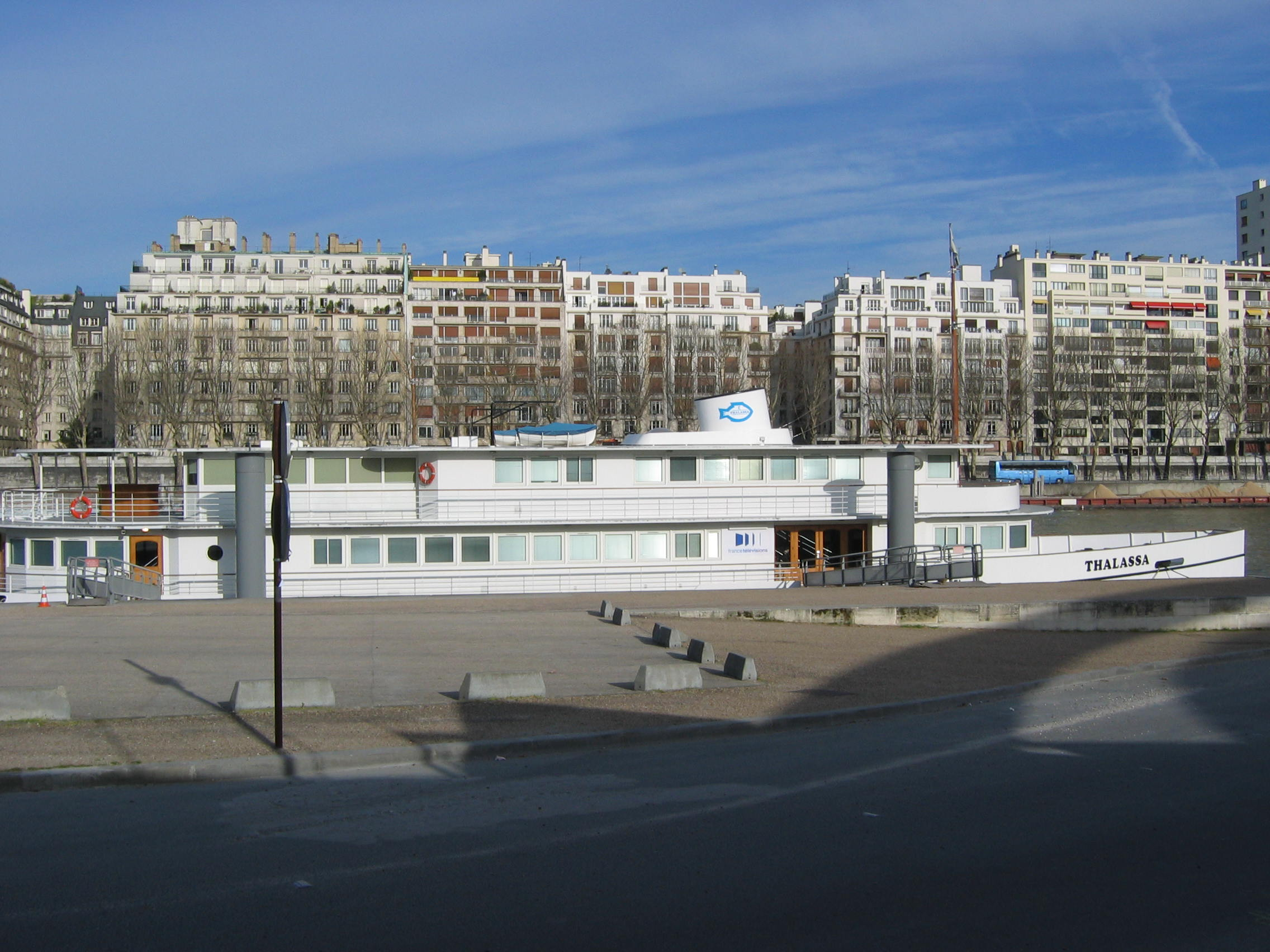
Le bateau-studio de l'émission sur les quais, à Paris.

Thalassa (également sous-titré Le Magazine de la mer, puis Aventures extrêmes en 2024) est une émission de télévision française diffusée le plus souvent le vendredi soir sur France 3. Sa première diffusion date du 27 septembre 1975 sur FR3. Le créateur de l'émission, Georges Pernoud, est aussi le premier présentateur du programme. 
Ses sujets portent sur la mer (θάλασσα, thálassa en grec ancien et moderne) et son environnement, d'un point de vue écologique, sportif, humain et historique. Elle a réussi à créer une véritable communauté de téléspectateurs actifs, passionnés par la mer, se retrouvant dans des manifestations culturelles ou sportives, des clubs, des forums de discussion, etc.
En dehors du journal télévisé, elle est l'une des émissions télévisées ayant eu la plus grande longévité dans le paysage audiovisuel français, après Le Jour du Seigneur (et ses autres émissions dérivées), Des chiffres et des lettres, Automoto et Stade 2. 
Elle est également diffusée en France sur Planète+ Thalassa et sur France 5, sur TV5 Monde pour la francophonie, et au Québec sur TVFQ 99 puis sur TV5 Québec Canada[réf. nécessaire].

## Histoire

### Les débuts
Présentée le 4 juin 1975 par le cadreur Georges Pernoud qui a vécu une révélation après avoir couvert une course de voile, le projet de l'émission Thalassa, magazine télévisé consacré à la mer, est accepté deux jours plus tard et commence sa diffusion. 
Thalassa est diffusé pour la première fois le 27 septembre 1975 sur FR3. Cette première émission est enregistrée à Marseille et dure trente minutes. Elle est diffusée à un rythme mensuel le samedi à 20 h. Le succès est rapidement au rendez-vous, et les recettes permettent à l'émission de gagner en ambition.

### Un monument du paysage audiovisuel français
À partir du 4 janvier 1980, elle devient hebdomadaire en deuxième partie de soirée ; Georges Pernoud présente à l'écran. À la suite de ses gains d'audience, l'émission passe en première partie de soirée à 20 h 30 à partir du 10 novembre 1989, et s'installe durablement comme un programme du soir majeur du service public. Thalassa devient une institution, présente sur tous les fronts maritimes qu'ils soient sportifs, scientifiques économiques, sociaux ou culturels : « tous les domaines sur fond bleu » selon l'animateur. 
L'audience est à son sommet au tournant des années 1990-2000, et devient un véritable rendez-vous hebdomadaire de voyage et de découverte pour des millions de téléspectateurs français mais aussi québécois (via TV5 Québec Canada) et de la francophonie (via TV5 Monde) permettant d'offrir à l'émission sa propre péniche-studio amarrée sur la Seine, port de Javel (le Thalassa). 
Durant la saison 2004-2005, l'émission fait un tour de France et elle est diffusée chaque vendredi soir, en direct d'un port français, à bord du Marité, une goélette louée par la production. En septembre 2005, pour le trentième anniversaire de l'émission, trente phares français sont mis à l'honneur.

### Le renouveau
Le 28 septembre 2007, le site Internet de Thalassa fait peau neuve à l'occasion du « Tour du Monde de Thalassa », une série de treize émissions axées sur la nouvelle donne de l'échange maritime mondial.
En septembre 2008, Thalassa crée le site des Sentinelles du littoral, un espace participatif où les internautes peuvent mettre en ligne leurs photos, vidéos et informations concernant le littoral français. Cette première tentative de télévision web 2.0 connaît un certain succès avec plus de 12 000 documents récupérés sur le site. Dans chaque émission, une séquence de deux minutes présente les meilleurs extraits des vidéos du site.
Cette expérience a débouché, en septembre 2009, sur la refonte du site web de l'émission dans lequel les internautes peuvent voyager « à la carte » en allant piocher dans une sélection de sujets réalisés par les équipes de tournage autour du monde.
Durant la saison 2011-2012, Georges Pernoud est accompagné de deux nouveaux animateurs qui sont Laurent Bignolas et Sabine Quindou. Pour cette saison, ils font le tour du littoral français, en direct d'un port pour chacune des émissions. L'émission n'est désormais diffusée que trois vendredis sur quatre, en alternance avec le magazine Faut pas rêver diffusé le dernier vendredi de chaque mois.
À partir de septembre 2012, Georges Pernoud présente les reportages depuis la pointe Saint-Mathieu dans le Finistère.

### Polémiques et déclin
L'émission fait à partir de 2015 l'objet de critiques quant à la dépolitisation des sujets qu'elle diffuse et aux tensions entre journalistes et présentateur,.
À partir de septembre 2016, Thalassa, programmé le lundi, n'est plus diffusé qu'une seule fois par mois. Elle reste néanmoins la seule émission consacrée au thème de la mer diffusée en clair à une heure de grande écoute.
En 2017, le fondateur Georges Pernoud annonce son départ de Thalassa. À compter du 2 octobre 2017, c'est Fanny Agostini qui est aux commandes de l'émission. L'émission est alors programmée une fois par mois, le lundi.
Après le départ de Fanny Agostini Thalassa perd, à partir de la rentrée 2019, sa case mensuelle du lundi soir. La chaîne annonce qu'un nouveau programme de 52 minutes va être imaginé et diffusé le dimanche après-midi. Cette nouvelle formule voit le jour le 9 février 2020, il n'y a plus de présentateur qui accompagne les reportages du magazine.
À partir du dimanche 8 novembre 2020, l'émission est de nouveau présentée par Sabine Quindou. Initialement prévue avec deux numéros dès 15 h 20, la diffusion n'aura exceptionnellement été que d'un numéro à 16 h 20 en raison de l'actualité (départ du Vendée Globe).
Georges Pernoud meurt le 11 janvier 2021, laissant orpheline une émission qui peine à se réinventer. Une soirée hommage est diffusée le 15 janvier 2021, sur France 3 et TV5 Monde, dans laquelle Sabine Quindou revient sur la vie et la carrière de Georges Pernoud. Elle réunit 2 109 000 téléspectateurs, soit 9,8 % du public.
En avril 2022, Le Parisien annonce l'arrivée de Thalassa sur France 5 dans une nouvelle formule avec des émissions diffusées uniquement pendant l'été ce qui, par conséquent, signe la fin de la diffusion de l'émission sur France 3 à la fin de la saison.
Sabine Quindou présente son dernier numéro de la saison fin juin 2022 dans une émission consacrée à la Bretagne avant de nouveaux numéros présentés par Diego Buñuel, prévus à l'été 2023.
Cependant, l'émission continue d'être programmée sur la troisième chaîne avec des numéros inédits présentés par Sabine Quindou pendant la saison 2022/2023,.
Invité de Sud Radio fin décembre 2022, Diego Buñuel précise que Thalassa, dans sa nouvelle formule de série documentaire consacrée à la mer, devrait être programmée sur France 5, courant 2023, le lundi en première partie de soirée sans apporter plus de précision sur une date de début .

### Retour sur la case historique
Lors de la conférence de presse de France Télévisions le 11 juillet 2023, Stéphane Sitbon-Gomez, directeur des antennes et des programmes, annonce finalement le grand retour de Thalassa en prime time sur sa case historique du vendredi soir sur France 3 à raison de quatre rendez-vous exceptionnels par an[réf. nécessaire].
Le premier numéro incarné par Diego Buñuel est diffusé le 26 janvier 2024 sur France 3 avec une émission intitulée Au cœur du Pacifique[réf. nécessaire].

## Publications
Thalassa publie également plusieurs collections d'ouvrages : Carnet de bord Thalassa, Grande Bibliothèque Thalassa, Très Grande Bibliothèque Thalassa.

## Identité visuelle

### Générique

#### 1980-2010
Jusqu'en septembre 2010, la conception graphique du générique et la réalisation sont de Gérard Marinelli et la musique originale ancienne et modernisée du générique est de Guy Pedersen. Ce générique très original et novateur aura fait partie de l'identité de l'émission et marqué de nombreux téléspectateurs. 
Un poisson qui devient voilier, lequel devient coquillage, puis rose des vents, avant de laisser la place au crabe qui se transforme à son tour en casque de plongeur pied lourd pour enfin laisser apparaître la maison sous la mer, ce générique culte a été composé par Guy Pedersen. Pour la réalisation des images à proprement parler, Marinelli utilise du matériel informatique de pointe pour l’époque : un ordinateur prêté par l’armée anglaise pour la première version, puis des machines Amiga pour la version en 3D faisant appel à des calculs de ray-tracing.
- De décembre 1979 à février 1986
- Du 16 février 1986 à août 1992
- Du 3 septembre 1992 à mai 2005
- Du 5 septembre 2005 à juillet 2007
- Du 27 août 2007 à juin 2010

À partir de 2002, le générique est entièrement refait. Le coquillage devient banc de poissons, sur lequel s'effectue un zoom.
En 2007, une toute nouvelle version voit le retour d'un grand nombre d'éléments, et des ajouts. Au lieu de se métamorphoser l'un dans l'autre, les éléments apparaissent au côté du précédent dont la taille se réduit jusqu'à disparaître. Au sillage d'un voilier succède le voilier lui-même, puis un coquillage, un banc de poissons, un requin, des coraux et une prairie sous-marine dans laquelle évolue un poisson tropical, des bulles annoncent un scaphandrier autonome qui approche une raie manta, une orque saute hors de l'eau et passe finalement le relais à un oiseau marin.

#### Depuis 2010
De septembre 2010 à juin 2012, c'est l'agence 17mars qui réalise le générique, sur une musique de B. Alone.
- Du 5 septembre 2010 à juin 2012
- Du 3 septembre 2012 au 30 juin 2017
- Du 2 octobre 2017 à décembre 2019 (Fanny Agostini)
- Du 5 janvier 2020 à novembre 2022 (Sabine Quindou)

### Logo
Les logos de Thalassa de 1980-1990 et celui de 2002-2007 ont été créés par Gérard Marinelli.

1er logo, du 4 janvier 1980 au 27 août 1992
2e logo, du 3 septembre 1992 au 6 janvier 2002
3e logo, du 7 janvier 2002 au 15 mai 2005
4e logo, du 5 septembre 2005 au 27 juillet 2007
5e logo, du 27 août 2007 à juin 2010
6e logo, du 5 septembre 2010 au 30 juin 2017
7e logo, du 20 octobre 2017 à novembre 2022
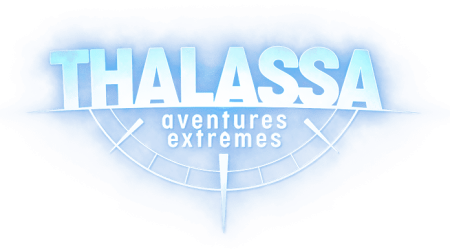
8e logo, depuis le 26 janvier 2024, avec ajout de la mention "Aventures Extrêmes"

## Récompenses
L'émission Thalassa a obtenu trois 7 d'or et ce, dans plusieurs catégories :
- 1986 : Meilleur documentaire
- 1990 : Meilleur magazine culturel ou artistique / Meilleur magazine culturel
- 1998 : Meilleur magazine d'évasion et d'aventure / Meilleur magazine d'aventure et d'évasion / Meilleur magazine de découverte, d'aventure et d'évasion.

## Produits dérivés
Un jeu de société est édité par Bioviva. Le but du jeu est de répondre à des questions sur la mer et sur l’environnement avec quelques cartes qui changent un peu, comme des silhouettes à reconnaître. Le premier qui répond à la question posée avance du nombre de cases maximum, et chacun des joueurs suivants un peu moins. Le but est d'aller chercher des cartes découvertes sur les îles, puis de rejoindre une dernière île.